# 尹氏 (金源郡夫人)
尹氏（1203年—1233年），金朝女性人物，封金源郡夫人，完颜猪儿之妻。
完颜猪儿是出萧王耶律怀义的后裔，天兴二年（1233年）正月跟随金哀宗为南面元帅，战死黄陵冈。金源郡尹氏听说完颜猪儿已死，聚集家资焚烧后，自缢而亡，时年三十一岁。完颜猪儿赠官，其弟长住哀宗当天下诏让他补任护卫。